# GAZ Gazelle
GAZ Gazelle este o autoutilitară produsă de GAZ din 1994 până în prezent (2021). Vehiculul a fost eliberat atunci când RAF, cel mai mare producător de microbuze din Uniunea Sovietică, a fost dat în judecată de Volkswagen pentru că și-a folosit desenele fără licență. RAF a fost în cele din urmă obligat să falimenteze și producția RAF-2203 a fost apoi preluată de GAZ. În lunile următoare, GAZ a decis să producă un vehicul utilitar ușor mai modern numit GAZelle. Vehiculul a fost lansat în 1994 și a fost produs împreună cu autoutilitara RAF-2203 până în 1998. În prezent, aproximativ 199.000 de unități ale vehiculului au fost produse și vândute. O versiune mai ușoară numită GAZ Sobol a fost, de asemenea, lansată în 1998, împreună cu o versiune medie, numită GAZ Valdai, care a încetat să mai fie produsă în 2015.

## Istoric
În 1993, Volkswagen a dat în judecată RAF după ce au aflat că compania folosea designul Volkswagen de tip 2 pentru microbuzul RAF-10. Deoarece Uniunea Sovietică a fost dezmembrată, compania nu a avut aproape niciun sprijin și a fost forțată să fie închisă. Producția RAF-2203 a fost apoi preluată de GAZ, care a creat, de asemenea, un nou vehicul comercial ușor numit camion GAZelle. În 1998, RAF-2203 a fost întrerupt în favoarea GAZelle și a fost lansată și o versiune mai ușoară numită Sobol. În 2003 au fost produse și vândute în jur de 10.000 de unități.
Câțiva ani mai târziu, a fost lansată și o versiune medie, numită GAZ Valdai. Vehiculul împreună cu variantele sale au devenit rapid cel mai popular vehicul comercial ușor din Europa de Est și, în special, din Rusia. În 2014, GAZ și-a actualizat atât piețele de camioane ușoare, cât și cele ușoare și a actualizat GAZon ca GAZon Next și GAZelle ca GAZelle Next. În 2015 au întrerupt camionul GAZ Valdai. Vehiculul continuă să fie destul de popular, deoarece este încă în producție de astăzi, împreună cu succesorul său modern, camionul GAZelle Next.